# خبازة فصلية
خبازة فصلية (الاسم العلمي:Malva trimestris ) هي نوع نباتي يتبع جنس الخبازة من الفصيلة الخبازية.